# Silnice II/389
Silnice II/389 je silnice II. třídy v Česku, která spojuje Moravec a silnici II/385 u Předklášteří. Dosahuje délky 23 km.

## Vedení silnice
Okres Žďár nad Sázavou – Kraj Vysočina
- Moravec, vyústění z II/360
- Jemnice
- Strážek
- Krčma

Okres Brno-venkov – Jihomoravský kraj
- Vratislávka
- Žďárec, křížení s II/391
- Ostrov
- Újezd u Tišnova
- Dolní Loučky
- Střemchoví
- zaústění do II/385